# Lockheed Vega
Lockheed Vega — легкий транспортний літак розроблений компанією Lockheed Corporation у 1927 році. Літак став відомий завдяки, тому, що на ньому було встановлено декілька рекордів. Зокрема, саме на Lockheed Vega Амелія Ергарт перелетіла через Атлантичний океан і стала першою жінкою, яка зробила це сама.

## Історія
Перший літак Vega 1 під назвою Золотий орел (англ. Golden Eagle) піднявся у небо з заводу у Лос-Анджелесі 4 липня 1927 року. Середня швидкість літака становила 193 км/год, максимальна — 217 км/год. Літак був розрахований на 4 пасажирів та одного пілота, що не дозволяло використовувати його як пасажирський літак на регулярних рейсах через малу пасажиромісткість. На кінець 1928 року було виготовлено 68 Lockheed Vega у модифікації Vega 1. У 1929 році була представлена модель Vega 5 з новим двигуном Pratt & Whitney R-1340. Крім того, була зменшена вага літака, що дозволило збільшити кількість пасажирських місць до 5 чи 6 (в залежності від конфігурації). Загалом було побудовано 64 літаки цієї конфігурації.
Серед недоліків літака слід виділити складність посадки на ньому.
1. 1 2  Myron J. Smith, Jr. Passenger Airliners of the United States 1926-1986: A Pictorial History — Pictorial Histories Publishing Company, 1986. — ISBN 978-0-933126-72-5